# 正和镇
正和镇为湖南省桂阳县所辖镇，2012年4月设立。新设正和镇行政区域为原正和乡全部和原城郊乡部分区域组建，全境辖15个行政村、2个社区，总面积93.9平方公里，总人口2.39万人，镇政府驻桐子坪（原城郊乡政府驻地）。 

## 行政区域
- 原正和乡下辖8个行政村和1社区，行政区划代码431021202。下辖正和、付家、豆坪、欧家、黄石铺、阳山、新屋、芦村共计8个行政村和正和圩社区.
- 原城郊乡所辖的官溪、西水、极乐、全义、燕山、火田、解放7行政村和桐子坪社区。